# 高天ヶ原マンモススキー場
高天ヶ原マンモススキー場(たかまがはらマンモススキーじょう) は、長野県下高井郡山ノ内町にあるスキー場である。

## 概要
志賀高原スキー場の中央エリアに位置し、東館山（標高1994m）の北西山麓斜面に広がる。
一般的には「高天ヶ原スキー場（たかまがはらスキーじょう）」或いは単に「高天ヶ原（たかまがはら）」と呼ばれることが多い。
正式には一の瀬ファミリースキー場およびタンネの森オコジョスキー場とをあわせて志賀高原高天ヶ原スキー場（しがこうげんたかまがはらスキーじょう）という。
スキー場の麓には、リフト券売場や休憩所、宿泊施設、飲食施設などが整備されたベース基地がある。
駐車場は、日帰り客向けの「高天ヶ原マンモススキー場駐車場」と宿泊客向けの「高天ヶ原駐車場」がある。
リフト3路線、コース1本、標高1673m - 1907m（標高差234m）。
営業期間は11月下旬 - 4月上旬まで。

## コース・ゲレンデ
東館山北東麓に広がる天然の斜面を生かした一枚バーンのゲレンデで構成されている。
ゲレンデ中央に架かるリフトや風を避けるための防風林によって事実上二つのコースに分断されている。また、上部は中級者および上級者コース、下部は初級者コースとなっている。
ゲレンデ中央部において隣接するタンネの森オコジョスキー場との往来が可能であり、山頂部において東館山スキー場にも滑り込むことが出来る。また、麓にある奥志賀林道上部を跨ぐ高天原連絡橋を経由して西館山スキー場にアクセスできる。

### 初級者コース
（滑走延長、平均斜度／最大斜度）
- 高天ヶ原マンモスゲレンデ［下部］（350m、11°／14°）
  - 高天ヶ原第2トリプルリフトおよび高天ヶ原第3ペアリフトで繰り返し滑ることができる広く開放的な緩斜面。

### 中級者コース
（滑走延長、平均斜度／最大斜度）
- 高天ヶ原マンモスゲレンデ［上部南側］（560m、17°／25°）
  - ゲレンデ下部から見上げて、高天ヶ原トリプルリフトの右側のコース。
  - 上部は着雪が悪く、アイスバーンに近い状態の場合が多い。
  - 滑り出し部分は狭いが、すぐに幅広のゲレンデになるので圧迫感は少ない。

### 上級者コース
（滑走延長、平均斜度／最大斜度）
- 高天ヶ原マンモスゲレンデ［上部北側］（610m、17°／30°）
  - ゲレンデ下部から見上げて、高天ヶ原クワッドリフトの左側のコース。
  - 上部は硬い縦長のコブが連なる片斜面で、斜度が緩い割には滑りにくく、上級者の腕試し的なコースとなっている。
  - 下部に向かうに従いコブは浅くなり、やがて平坦になる。
  - タンネの森オコジョスキー場に向かう初級スキーヤーがコース下部を横断することがあるので滑走にはより注意が必要。

## リフト
リフト運営主体は、志賀高原リゾート開発。

### 営業中リフト
（距離、高低差、時間）
- 高天ヶ原クワッドリフト（855m、233m、3分34秒）
  - 高天ヶ原スキー場の麓から東館山山頂付近までを結ぶ高速四人乗りリフト。本スキー場のメインリフト。
  - 1983年に架設され当時はトリプルリフトで、これが日本初となる自動循環式チェアリフト（デタッチャブルチェアリフト）であった（索道の建設は日本ケーブル）。
  - 1997年秋にクワッドリフトに架け替えられた。
- 高天ヶ原第2トリプルリフト（325m、61m、2分45秒）
  - 麓からゲレンデを見上げて右端にある初級者用のリフト。
  - 高天ヶ原マンモスゲレンデ最下部の緩斜面を滑る初心者に人気である。
  - 新設当初はペアリフトとして架設されていた。
- 高天ヶ原第3ペアリフト（343m、63m、2分50秒）
  - 高天ヶ原クワッドリフトに並行して、ゲレンデ中央部に架かるペアリフト。
  - 高天ヶ原マンモスゲレンデを滑走するスキーヤーが多く利用するリフト。
  - 高天ヶ原第2トリプルリフトよりも若干高度の高いところまでスキーヤーを運んでくれる。
  - 元々は、山頂部まで架かっていて、現在の降車場の位置において中間乗降場となっていたが、スキーヤーの減少により上部が廃止された。当時のリフト距離、高低差および乗車時間は、881m、231m、7分21秒。

### 廃止・休止中リフト
- 高天ヶ原第1リフト（431m、93m、3分59秒）
  - 高天ヶ原マンモスゲレンデの麓から見上げて左端に架かっていたトリプルリフト。
  - ゲレンデ下部を滑走する初級者用リフトとともに、スポーツランド駐車場を利用するスキーヤーのアクセス用リフトとして利用されていた。
- 高天ヶ原線（312m、82m、2分53秒）
  - かつて存在した志賀高原ロープウェイ（2011年に廃止）の発哺温泉駅から高天ヶ原スキー場にアクセスするために架けられていたシングルリフト。
  - 発哺温泉駅がスキー場から離れているため、このリフトを使って滑走を楽しむことはできなかった。降車場は高天ヶ原第2ペアリフト（現：トリプルリフト）の乗車場右横にあった。
  - 現在も乗車場および降車場の跡地（建屋は解体済み）を確認することができる。

### 料金
2020～2021シーズンの中央エリア限定リフト料金(消費税及び地方消費税込み)は以下の通りである。
志賀高原18スキー場共通リフト券については志賀高原スキー場を参照のこと。
| 券種         | 大人  | 小学生以下 | 備考                                                                               |
| ------------ | ----- | ---------- | ---------------------------------------------------------------------------------- |
| 4時間券      | 4,500 | 2,300      | 期間:12/21～3/31。                                                                 |
| 1日券        | 5,000 | 2,500      | 期間:12/21～3/31。                                                                 |
| 1日券        | 3,900 | 2,000      | 期間:OPEN～12/20                                                                   |
| 1日券        | 4,100 | 2,000      | 期間:4/1～CLOSE                                                                    |
| ナイター券   | 1,800 | 900        | 期間:18:30～20:30(年末年始のみ21:00)。本スキー場でのみ利用可。                     |
| サンライズ券 | 1,800 | 1,800      | 期間:4/29～5/5の6:00～8:00。本スキー場および一の瀬ファミリースキー場でのみ利用可。 |

## 施設・サービス

### レストラン
宿泊施設に併設された食堂を中心に数多くのレストランがある。但し、スキー滑走によりアプローチできる店舗は限られる。
- スキー場内の飲食施設
  - レストラン「だけかんば」：高天ヶ原クワッドリフト乗り場の傍にあるトイレ、救護施設、休憩所等が備えてあるベース施設内にあるレストラン。
- 宿泊施設に併設された飲食施設
  - ホテルサニー志賀
  - 高天原ホテル1階レストラン
  - ホリデープラザ志賀高原
  - シャルム：ホテル銀嶺内にあるレストラン。

### 温泉
麓の宿泊施設街は高天ヶ原温泉街となっていて、全ての宿泊施設が近隣の高天ヶ原神社境内で湧出している、高天ヶ原温泉（たかはまがはらおんせん）を引いている。
- 泉質：単純硫黄泉
  - 泉温：61.5〜65.4℃[2]
  - 効能：神経痛、筋肉痛、疲労回復、冷え性、慢性消化器病、打ち身、皮膚病、切り傷

### 宿泊施設
麓付近に数件のホテルや旅館がある。
- ホテルサニー志賀[3]
- ホリデープラザ志賀高原[4]
- 志賀パークホテル[5]
- 高天ヶ原ホテル[6]
- ホテルタキモト[7]
- ホテル銀嶺[8]

## グリーンシーズン
夏季において、リフトの運行やトレッキング等を楽しめる。

### トレッキング
（全長、所要時間、標高差）
稜線のトレッキングコースを辿って岩菅山や赤石山を目指すことができる。
- 岩菅山登山コース（18.5km、6時間30分、700m）
  - 志賀高原最高峰の裏岩菅山あるいはその手前にある岩菅山を目指すコース。
  - 長電バスの高天ヶ原停留所からサマーリフトを乗り継いで、或いは東館山ゴンドラリフトにて東館山山頂付近を出発点とする。
  - 上記は岩菅山を終点として、帰路は途中の「ノッキリ」にて往路から外れて長電バスの一の瀬停留所を終点とする場合の目安。裏岩菅山を目指す場合は、更に1時間を要する。
- 赤石山登山コース（11.5km、5時間、549m）
  - 出発点は岩菅山登山コースと一緒で、途中の「金山沢ノ頭」にて分かれる。
  - 「金山沢ノ頭」から赤石山頂までは一本道で、山頂を超えると大沼池に下るコース、横手山までの稜線をたどるコース、野反湖に向かうコースに分かれる。
- せせらぎコース（1.8km、1時間、60m）
  - 高天ヶ原停留所を出発点として、雑魚川の源流となる湿地帯を散策するコース。
  - 長電バスの「一ノ瀬寮前停留所」を終点とする。

### サマーリフト
- 高天ヶ原サマーリフト
  - 運行日は概ね8月上旬～下旬。
  - 高天ヶ原クワッドリフトにて東館山頂付近まで行くことができる。リフトの運行速度はウィンターシーズンよりも遅めに設定されている。
  - 降車場付近には天然の高山植物園が広がっている。

### その他
- 高天ヶ原ふれあい広場
  - 池で魚を手づかみで捕まえ丸焼きにして食べることができる。8月オープン。